# Château de Tournay
Pour les articles homonymes, voir Tournay (homonymie).
Le château de Tournay est un château situé dans la commune de Pregny-Chambésy, dans le canton de Genève, en Suisse. Il est classé bien culturel d'importance régionale.

## Localisation

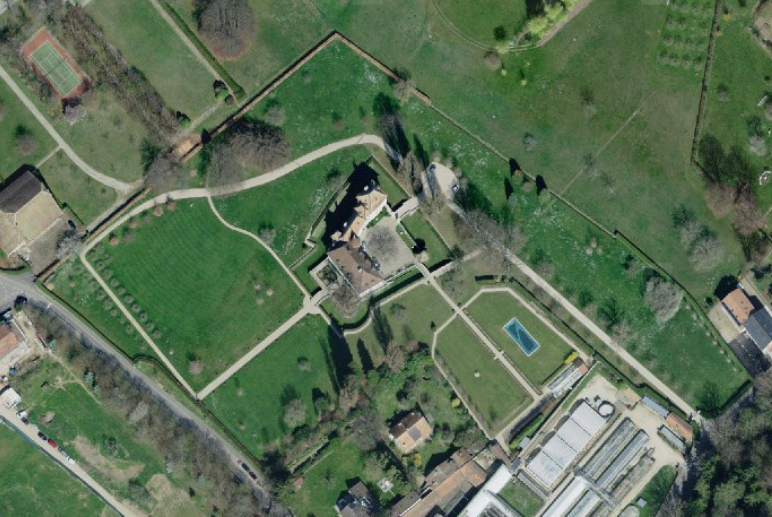
Photo satellite, par Swistopo, du château et de son domaine.

Le château se trouve à Pregny, dans le sous-secteur de Pregny - Village, et se dresse au sud-ouest du domaine de Tournay, qui englobe les lieux-dits de Chambésy-Dessus et du Château de Tournay. Le domaine s'étend sur une superficie totale de 335 156 m2, tandis que le terrain officiellement rattaché au château couvre 31 911 m2.

## Histoire

### Maison forte
Après la création de plusieurs petites seigneuries aux XIIe siècle et XIIIe siècle, les comtes de Genevois perdent le contrôle du territoire, les nouveaux seigneurs parvenant à s'assurer une position autonome. C'est à cette époque que naît la seigneurie de Tournay. Elle englobe les villages de Pregny et de Chambésy et se trouve sous la suzeraineté des seigneurs de Gex.
Dès la fin du XIIIe siècle, le fief et la maison forte de Tournay appartiennent aux nobles d'Aguières, ou d'Anières. Vers 1384, par le mariage d'Isabelle, fille d'Étienne d'Anières, avec Aymon de Genthod, la propriété passe à la famille de Genthod, qui la conserve jusqu'à son extinction en 1536. À partir de cette date, le fief change plusieurs fois de mains et subit de nombreuses mutations et divisions. Louise, veuve d'Amédée de Genthod, dernier descendant de la famille, épouse en secondes noces un membre de la famille Crescherel. Leur fille cède ensuite ses biens à son mari, Jaques de Viry, qui porte en 1541 le titre de seigneur de Tournay. Ce dernier revend ses droits en 1546 à Nicolas Le Flert et Antoine Calvin.
Les biens sont ensuite vendus à Adrien de Pregrimand (ou Briquemanet), seigneur de Villemongis. Vers 1558, la femme d'Adrien de Briquemanet les cède à Noble François Moncel, qui les vend à son tour à François Lullin. Son fils, Antoine Lullin, revend en 1573 la moitié de la maison forte à Jean de Brosses, tandis que l'autre moitié revient aux fils de Pierre Lullin, ses cousins germains.
En 1583, Claude de Crose, baron de la Bastie sur Versoix, cède à Jean de Brosses ses droits de seigneurie sur les villages de Pregny et Chambésy. Réunies à Tournay, ces terres forment le comté, dont les limites correspondront plus tard au territoire de la commune de Pregny-Chambésy.

#### Propriété de la famille de Brosses
La famille de Brosses joue un rôle important durant plusieurs générations, tant dans le Pays de Gex qu'en Bourgogne. Jean de Brosses , premier propriétaire du fief de Tournay, est conseiller d'État du duc de Savoie. Il abandonne la religion catholique pour adopter le calvinisme, quitte la Savoie et se retire à Genève.
En 1589, le château de Tournay est occupé par une compagnie savoyarde, qui l’utilise comme base pour des actions militaires contre Genève. Au début de l’année suivante, la prise du Pays de Gex par les Genevois leur permet de détruire massivement : toutes les maisons fortes du territoire conquis sont brûlées. Entre 1589 et 1590, les châteaux de Divonne, Pouilly, Vesancy, Vernier, Thoiry, Grand-Saconnex et Tournay sont déclarés « en ruine ». Cependant, étant donné que Jean de Brosses est « un ami de Genève », la destruction de la maison forte de Tournay par les troupes genevoises suscite mécontentement et scandale parmi les citoyens de la ville.
De son côté, Jean de Brosses propose de combler les fossés de Tournay et d'abattre une partie de la muraille pour empêcher que son château ne soit utilisé contre la République de Genève. En réponse, les Conseils de Genève décident de laisser le fief de Tournay dans les mains de la famille de Brosses, tout en exigeant la démolition de toutes les murailles et des ponts-levis, le comblement des fossés et la mise hors d'état de défense du château, promesse que la famille exécute.
Son fils, Pierre de Brosses, formé aux affaires politiques, joue un rôle actif dans la négociation du traité de Lyon, qui cède le Pays de Gex à la France. En récompense, il obtient, en 1601, la charge de lieutenant civil et criminel au bailliage de Gex, ainsi que celle de commissaire du gouvernement français pour l'exécution de l'Édit de Nantes. Le roi Henri IV lui confère également la charge de grand bailli de Gex. Pierre de Brosses obtient également, pour sa terre de Tournay, le privilège des franchises et immunités.
Il accorde aux habitants du village de Pregny le droit de puiser de l'eau « avec la seille et la cosse » dans le bassin de la fontaine qui ornait la cour du château de Tournay, bien que celui-ci soit désormais en ruine. Toutefois, il leur est interdit d'y recevoir de l'eau du jet ou d'y amener des bestiaux. Plus tard, Mme de Brosses, la veuve de Pierre, se libère de cette servitude en cédant aux habitants de Pregny une source située dans les vignes des Choutagnes, qui alimente encore, dans les années 1930, la fontaine publique du village.
Son fils aîné, Charles de Brosses, est nommé bailli de Gex en 1633. Il a trois fils : Pierre, Claude et Charles. C'est son deuxième fils, Claude, qui reprend le 14 mai 1679 le fief de Tournay, Pregny et Chambésy. En 1691, Claude de Brosses confie à H. Droz la mission de réparer le château de Tournay.

### Château actuel

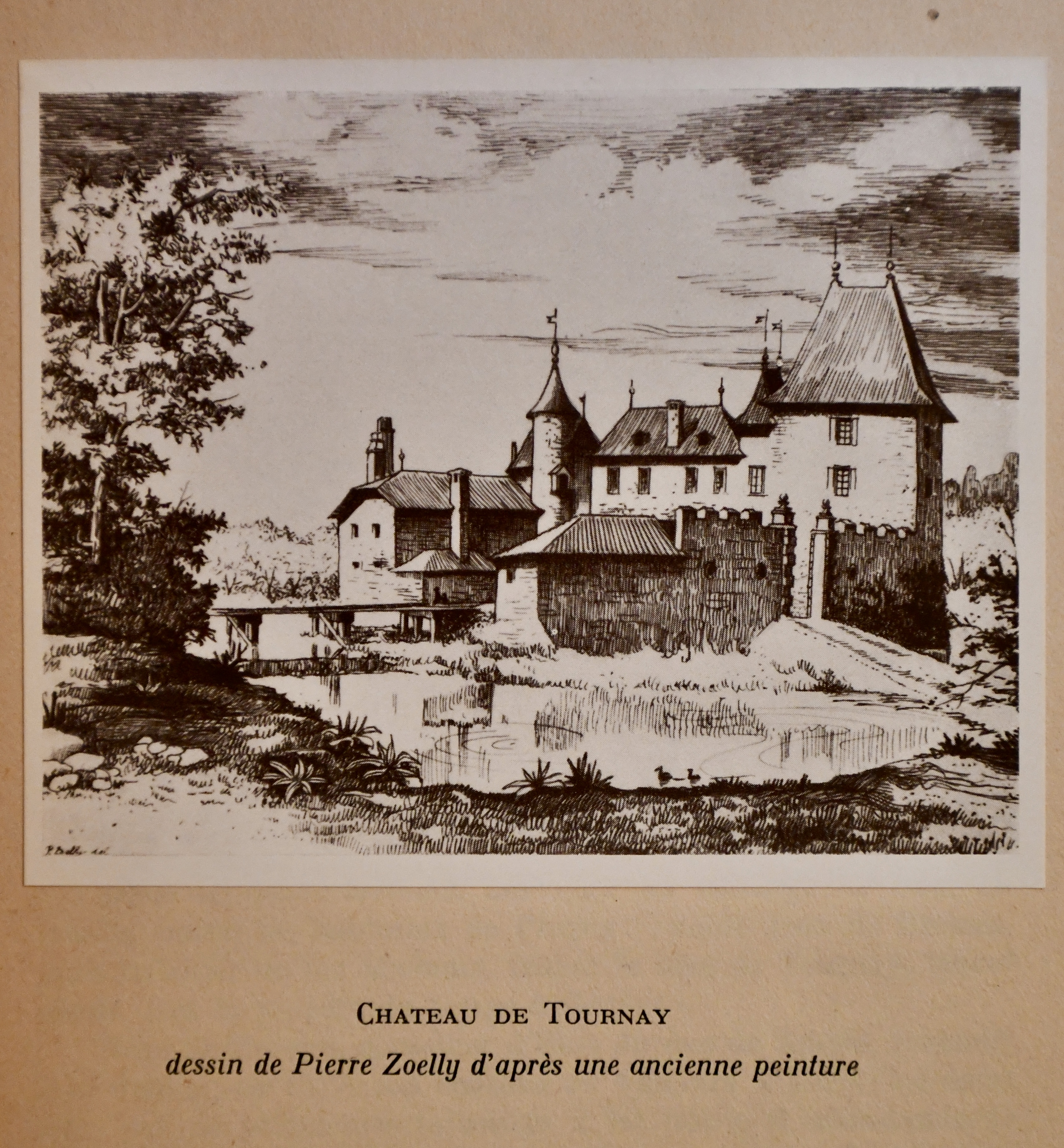
Dessin du château de Tournay par Pierre Zoelly.

À la mort de Claude de Brosses en 1741, c'est son neveu Charles de Brosses qui hérite du fief. En 1752, il reçoit le titre de grand bailli de la noblesse du Pays de Gex. Bien qu'il fasse toujours de Montfalcon en Bresse sa résidence campagnarde habituelle, il se rend parfois à Tournay pour vérifier les comptes de ses domaines.

#### Voltaire s'y établit

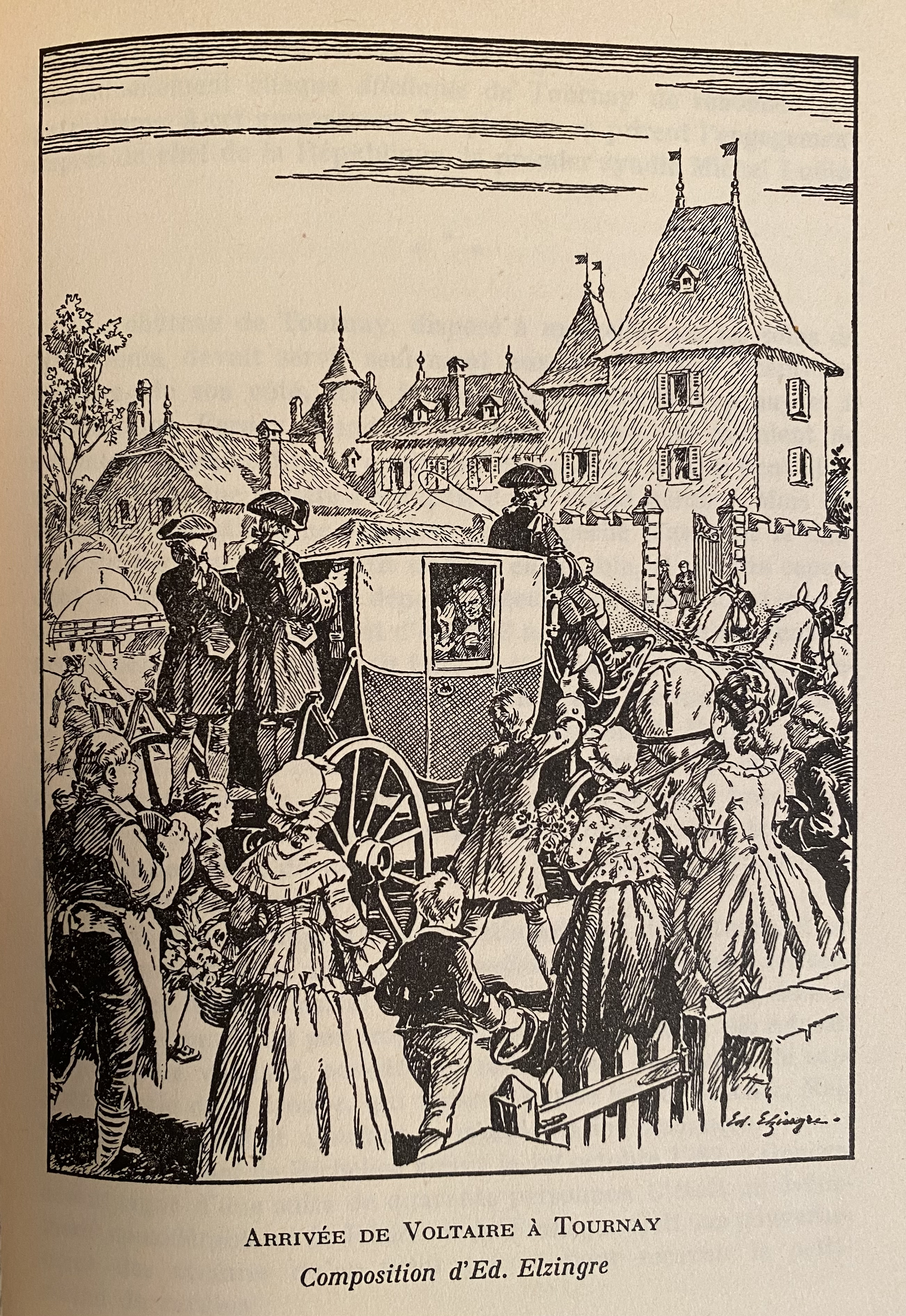
Arrivée de Voltaire au château le 24 décembre 1758.

En 1758, François-Marie Arouet, plus connu sous le nom de Voltaire, s'établit aux Délices, en ville et République de Genève. Réputé pour ses œuvres théâtrales, Voltaire attire rapidement la colère du Consistoire de l'Église de Genève, qui apprend qu'il dresse un théâtre et y fait jouer une troupe d'acteurs. Le Consistoire porte plainte auprès du Conseil, qui avertit Voltaire qu'il doit s'abstenir de jouer des pièces de théâtre dans sa demeure. Furieux, Voltaire décide d'acquérir des terres à Ferney.
Pendant qu'il négocie avec M. de Budé l'achat de son futur domaine à Ferney, il songe également à agrandir sa propriété en achetant le château de Tournay. S'ensuivent d'intenses négociations entre Voltaire et Charles de Brosses, qui aboutissent le 11 décembre 1758. Le contrat stipule que Voltaire acquiert le château de Tournay sous forme de bail à vie, avec le titre comtal qui y est attaché, pour la somme de 35 000 livres. Il s'engage aussi à financer des réparations pour un montant de 12 600 livres. Voltaire s'installe au château le 24 décembre 1758 et est chaleureusement accueilli par les habitants de Pregny.
Voltaire habite Tournay en attendant la construction de son château de Ferney. Il y organise des représentations théâtrales, transformant les lieux spécialement à cet effet. L’embellissement du château se poursuit avec la modification de l’escalier, le nettoyage et l’élargissement des fossés, ainsi que la réparation et la transformation des ponts-levis en ponts tournants.
Cependant, des frictions surviennent entre Voltaire et Charles de Brosses concernant les prix, les acquisitions et l'utilisation du château de Tournay. Finalement, en 1777, Charles de Brosses meurt, et Voltaire le rejoint l'année suivante.
Après la mort de Voltaire, le domaine revient à la famille de Brosses, conformément aux termes du contrat d'achat. C'est René-Augustin de Brosses, le cinquième des six enfants de Charles, qui hérite de l'ensemble du domaine.

#### Comité des Négatifs
En République de Genève, la population est divisée en plusieurs partis antagonistes, dont les revendications et les luttes troublent la paix publique. En 1781, un grand nombre de bourgeois se rendent en cortège à l'Hôtel de Ville pour présenter leurs demandes au Conseil. À la suite de cette manifestation, les partisans de cette action sont surnommés les « Représentants » et le nom restera attaché au parti de la bourgeoisie. Les membres du Conseil accueillent mal cette représentation des bourgeois et leur dénient totalement le droit de la faire. Ils sont dès lors appelés les « Négatifs » par le peuple, nom qui s'attache aux partisans du Conseil opposés aux Représentants.
Les Représentants réclament la convocation régulière du Conseil général et exigent que les citoyens soient consultés sur toutes les affaires importantes. Ils demandent également de limiter le nombre de personnes portant le même nom ou issues de la même famille pouvant faire partie des Conseils. Face à l’opinion publique, le Petit Conseil se voit contraint de faire quelques concessions au peuple. Cependant, comme souvent, ses promesses ne sont pas toujours tenues, ce qui conduit rapidement à de nouveaux troubles. C'est ainsi que la Révolution genevoise éclate en 1782. Lors des émeutes d'avril 1782, les Conseils et les syndics sont contraints de démissionner, tandis que les Négatifs s'enfuient de la ville.
Trois anciens syndics du groupe des Négatifs, Jean-Louis Micheli-du-Crest, de Chapeaurouge et Mallet, s'établissent au château de Tournay, devenu le refuge du Comité des Négatifs. L'armée française ne tarde pas à s'y installer également. Souhaitant reprendre le pouvoir, les Négatifs sollicitent l'aide des puissances gérantes étrangères. Six mille Français, trois mille Sardes et trois mille Bernois mettent le siège devant Genève. Cette démonstration militaire ravive le patriotisme des Représentants, qui remettent les remparts en état, barricadent les rues et fortifient les maisons. Dans la nuit du 1er au 2 juillet 1782, les troupes étrangères descendent des hauteurs de Pregny et de Saconnex, entrant par les trois portes de la ville. Le gouvernement négatif est rétabli et des poursuites sont engagées contre les chefs du mouvement révolutionnaire.

#### Vente du domaine à la famille Panissod.
Lors de la Révolution de 1789, les habitants du Pays de Gex se rallient au nouveau régime de la monarchie constitutionnelle le 3 septembre 1791. Entre-temps, l'Assemblée nationale constituante décrète, le 12 novembre 1789, la constitution des municipalités et, le 29 décembre 1789, la convocation des assemblées des citoyens actifs pour la composition des municipalités. Le 14 février 1790, à la demande du curé Romain Vulliet, 20 citoyens actifs se rassemblent dans l'église de Pregny et proclament ensemble la constitution de la municipalité de Pregny.
L'une des premières mesures prises par le nouveau régime est la vente des biens des émigrés. Du 20 au 23 janvier 1794, la Municipalité se charge de la vente des biens du fief de Tournay. Le 10 février 1794, la majorité de la Municipalité se rend à Gex pour assister à la vente des bâtiments et terrains de la terre de Tournay. Le domaine est divisé en deux parts : la première est vendue pour 64 000 livres à Pierre-Jean Panissod, ancien fermier de Brosses, et la seconde pour 67 000 livres à M. Lavergne, qui la revend ensuite à M. Piron, qui, à son tour, la revend à Pierre-Jean Panissod. L'ensemble du domaine revient ainsi à la famille Panissod, qui le conserve au cours du XIXe siècle et en demeure propriétaire pendant quatre générations.
Par le second traité de Paris du 20 novembre 1815, la commune de Pregny est cédée à la Confédération Suisse le 4 juillet 1816 et rattachée officiellement à la République et Canton de Genève le 10 octobre de la même année.
Les membres de la famille Panissod jouent un rôle très influent dès la naissance de la Commune de Pregny:
- Jean-Pierre Panissod est élu Procureur général de la municipalité le 14 février 1790, fonction qu'il occupe jusqu'au 17 novembre 1791. Il devient ensuite adjoint du 30 mars 1798 au 15 mai 1800.
- Son neveu, Louis Antoine Panissod, est élu officier d'état civil du 10 janvier 1794 au 6 novembre 1795.
- Isaac-Antoine Panissod, fils de Pierre-Jean, est élu adjoint le 10 octobre 1813 et le reste jusqu'au décret de Napoléon Ier du 15 mai 1815, destituant les municipalités élues sous Louis XVIII. Il est réélu par décret royal le 17 août 1815 et nommé Maire par le Conseil d'État de Genève en 1817.
- Isaac-Jules Panissod, fils d'Isaac-Antoine (1804-1882), est nommé deuxième adjoint le 14 août 1840, puis Maire le 12 janvier 1846, fonction qu'il occupe jusqu'en 1861/1862. Il est membre de l'Assemblée constituante de 1814 et du Grand Conseil de 1842 à 1846, puis de 1854 à 1856 et de 1858 à 1860.
- Jean-Marie Panissod (1837-1911), fils d'Isaac-Jules, est secrétaire de la mairie de 1853 à 1861, Conseiller municipal dès 1862, puis Maire de 1869 à 1906. Révoqué en 1875 lors des persécutions religieuses du Kulturkampf, il est réélu le 29 mai 1878 et reste Maire jusqu'en 1906. Il est vice-président du Conseil général électoral le 11 novembre 1871, député au Grand Conseil en 1892 et vice-président de ce dernier de 1897 à 1901. Très connu, il arpente régulièrement les routes de la commune et les champs de sa vaste propriété de Tournay, à laquelle il laisse un libre accès au public. Il est également le dernier à parler le patois dans la Commune. Il a trois fils : Henri, Isaac et Charles.

De 1851 à 1896, la famille Panissod cède le château de Tournay au Comité international de secours aux blessés en cas de guerre. Le château est alors transformé en pension et accueille durant l'été des fillettes fragiles, maladives ou en convalescence.

#### Rachat par Alfred Baur
En 1915, Alfred Baur (en), négociant et collectionneur d'art asiatique, achète le château de Tournay. Le château, en très mauvais état, incite le propriétaire à ériger une nouvelle habitation sur le site, la « Villa Baur », dont l'architecture évoque celle des maisons de campagne genevoises du XVIIIe siècle et réalisé par Maurice Turrettini et Guillaune Revilliod. Les travaux de restauration du château commencent dès 1918. Alfred Baur décide de restaurer les parties essentielles du bâtiment, notamment le gros œuvre, la maçonnerie et la charpente, ainsi que l'architecture extérieure et les abords. Faute de documents historiques pour guider cette restauration, les architectes optent pour une approche inspirée des anciens manoirs, faute de style particulier propre au château.
En 1951, à la mort d'Alfred Baur, le château, son domaine et la « Villa Baur » sont rachetés par la Fondation Baur. La fondation décide de louer la « Villa Baur », qui sera finalement achetée par la République Italienne dans les années 1990 pour y loger sa mission permanente auprès de l'office Nations Unies à Genève.
Le 21 octobre 1958, le Conseil d'État genevois inscrit le château et le domaine sous la référence « objets classés n° 2009-19764 » à l'Office des patrimoines et des sites,,.
Entre 1990 et 1994, le Forum économique mondial envisage d'installer son siège dans le domaine du château de Tournay et de construire, au sud de la parcelle, un bâtiment de quatre niveaux d'une superficie de 2 000 m2, avec 32 places de stationnement,. Cependant, en raison de problèmes budgétaires, le WEF abandonne finalement le projet de s'établir à Pregny-Chambésy,,.
Le 4 août 2002, le domaine est inscrit à l'inventaire de la section nationale suisse du Conseil international des monuments et des sites (ICOMOS), répertoriant les parcs et jardins historiques de Suisse.

#### De nos jours
En 2008, le domaine est divisé en trois lots : le château et la villa avec leurs environs respectifs forment chacun un lot destiné à la vente, tandis que le troisième lot, composé des terrains agricoles, reste sous la gestion de la Fondation Baur pour administrer le domaine.
Entre 2009 et 2011, un particulier rachète le château. Celui-ci est entièrement restauré et trouve son aspect actuel,,. Quant à la « Villa Baur », elle est acquise par la République algérienne démocratique et populaire pour 30 000 000 francs suisses, afin d'y loger le représentant de la mission permanente d'Algérie auprès de l'office Nations Unies à Genève.
Entre 2018 et 2022, une horloge datant de 1885, construite par Ferdinand Cheneval, est retrouvée après 50 ans d'inactivité dans le clocheton du château de Tournay. Cette horloge est restaurée et installée dans la salle Nicolas-Bogueret, attenante à la Salle du Grand Conseil genevois récemment rénovée.

### Propriétaires du domaine et du château
Le château de Tournay a connu de nombreux propriétaires :
- XIIe siècle - 1384 : Nobles d'Aguières (ou Anières)[3] ;
- 1384 - 1536 : Famille des de Genthod[3] ;
- 1536 - 1546 : Jaques de Viry, seigneur de Tournay[3] ;
- 1546 - ? : Nicolas de Flert, seigneur de Tournay & Antoine Calvin[3] ;
- ? - 1558 : Adrien de Pergrimand ou Briquemanet, seigneur de Villemongis et de Tournay[3] ;
- 1558 - 1562 : François Moncel-Lullin (1505-1572), seigneur de Tournay et noble d'Anières[3] ;
- 1562 - 1573 : Antoine Lullin (1546-1603), seigneur de Tournay et noble d'Anières[3] ;
- 1573 - 1583 : Jean de Brosses (1508-1595), seigneur de Tournay & Pierre Lullin, seigneur de Tournay[3] ;
- 1583 - 1595 : Jean de Brosses (1508-1595), seigneur de Tournay[26] ;
- 1604 - 1617 : Pierre de Brosses (1569-1617), seigneur de Tournay[26] ;
- 1617 - 1674 : Charles de Brosses (1597-1674), seigneur de Tournay[26] ;
- 1674 - 1741 : Claude de Brosses (1650-1741), seigneur de Tournay[26] ;
- 1741 - 1778 : Charles de Brosses (1709-1777), seigneur de Tournay[26] ;
- 1758 - 1778 : Voltaire (1694-1778)[4] ;
- 1778 - 8 décembre 1793 : René-Augustin de Brosses (1771-1834), seigneur de Tournay[26] ;
- 10 février 1794 - 1915 : Famille Panissod (pendant quatre générations)[6] ;
- 1915 - 9 décembre 1951 : Alfred Baur (en) (1865-1951)[27] ;
- 27 décembre 1951 - 2009 : Fondation Baur[27] ;
- 2009 - : Nicole Propper[28].

## Toponymie
Deux étymologies peuvent expliquer le nom de Tournay : soit le terme gaulois toren (colline), qui fait référence à la topographie des lieux, soit le patronyme romain Turnius, désignant le domaine de Turnius,.

## Architecture
À l'origine, le château est une maison forte du XVe siècle. Toutefois, son caractère défensif a été largement modifié à la suite de plusieurs rénovations menées aux XVIIe siècle et XVIIIe siècle. Néanmoins, la construction conserve encore aujourd'hui de nombreux vestiges de l'édifice initial, dont le plan reste facilement identifiable : traces de murs anciens, fossé sec et herbu, ainsi que les restes d'un imposant donjon carré.
Le château couvre une superficie totale de 521 m2 et mesure 22 mètres de hauteur.

## Protections
Le château est classé bien culturel d'importance régionale par l'Office fédéral de la protection de la population.
Depuis le 11 mars 2022, l'Office fédéral de la culture a inscrit le hameau de Pregny et ses environs comme « site national à protéger » à l'Inventaire fédéral des sites construits à protéger en Suisse, dans la catégorie « cas particulier ». Le château fait partie du site n° 3, « Domaine du château de Tournay ».
Le 21 octobre 1958, le château est inscrit sur la liste des objets classés par le Département des Travaux Publics du canton de Genève,,.
Le 8 octobre 2002, le domaine est inscrit à l'inventaire de la section nationale suisse du Conseil international des monuments et des sites (ICOMOS), répertoriant les parcs et jardins historiques de Suisse.

## Photos

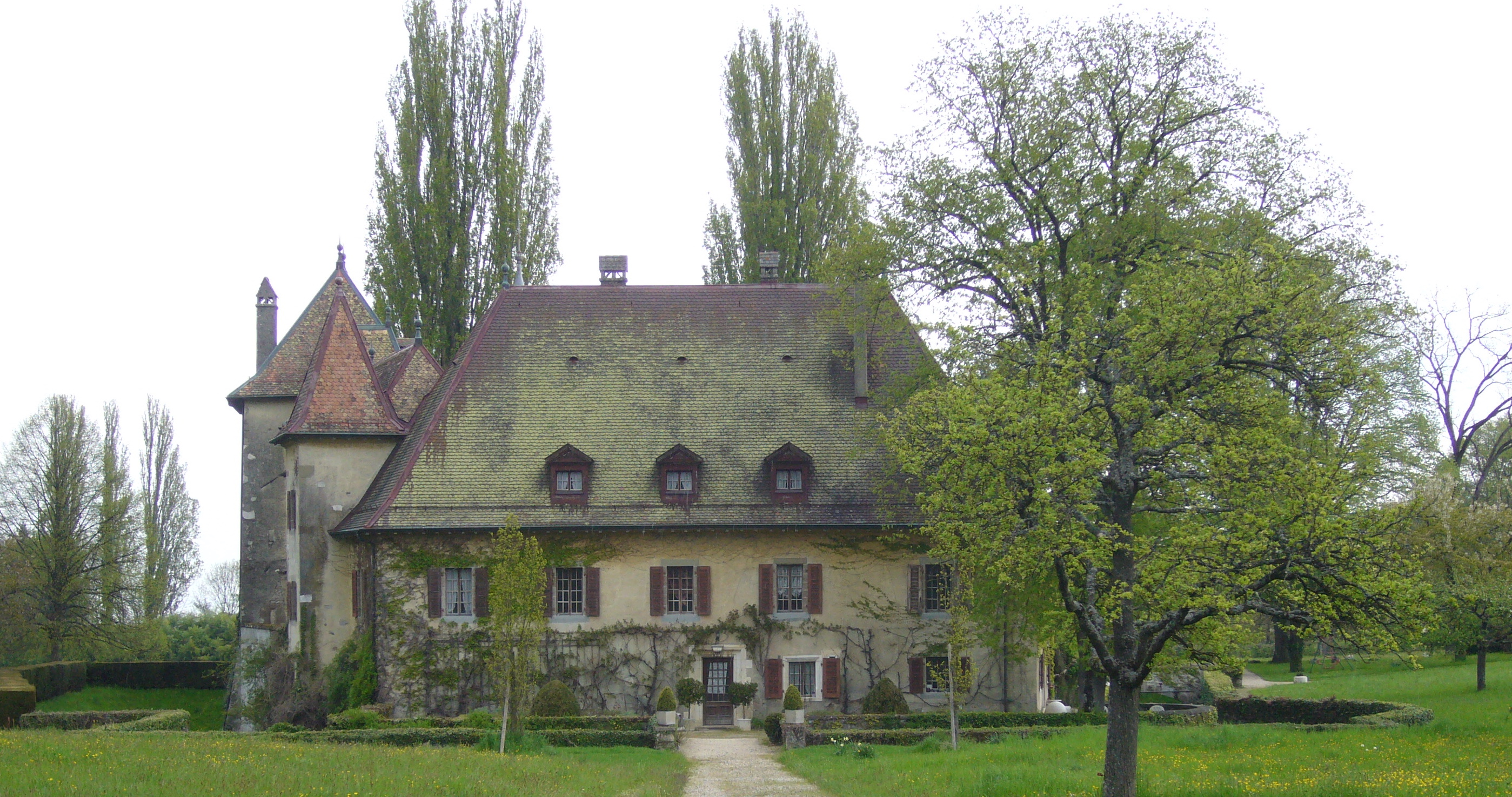
La façade ouest du château en 2008.
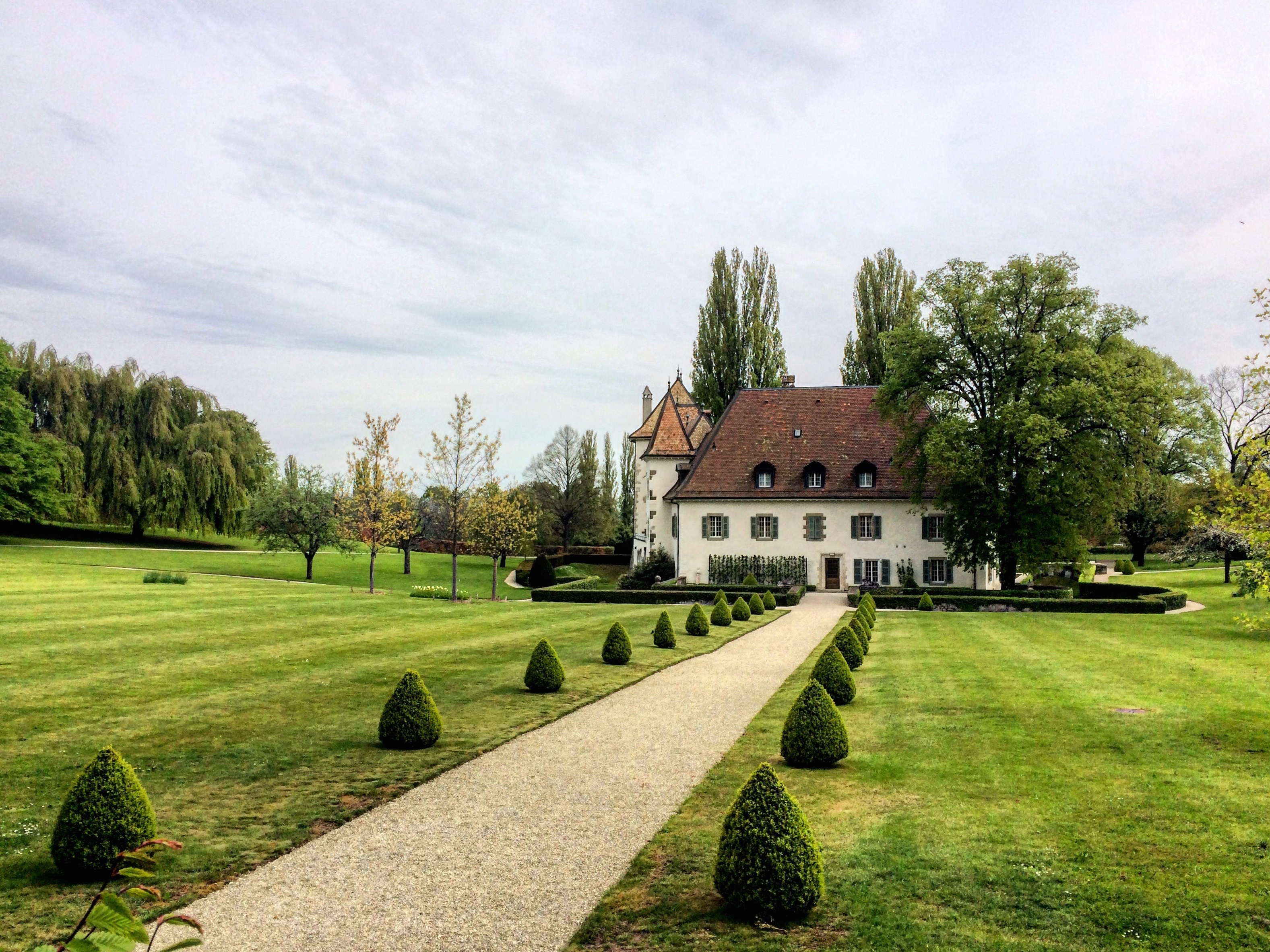
La façade ouest du château au printemps.
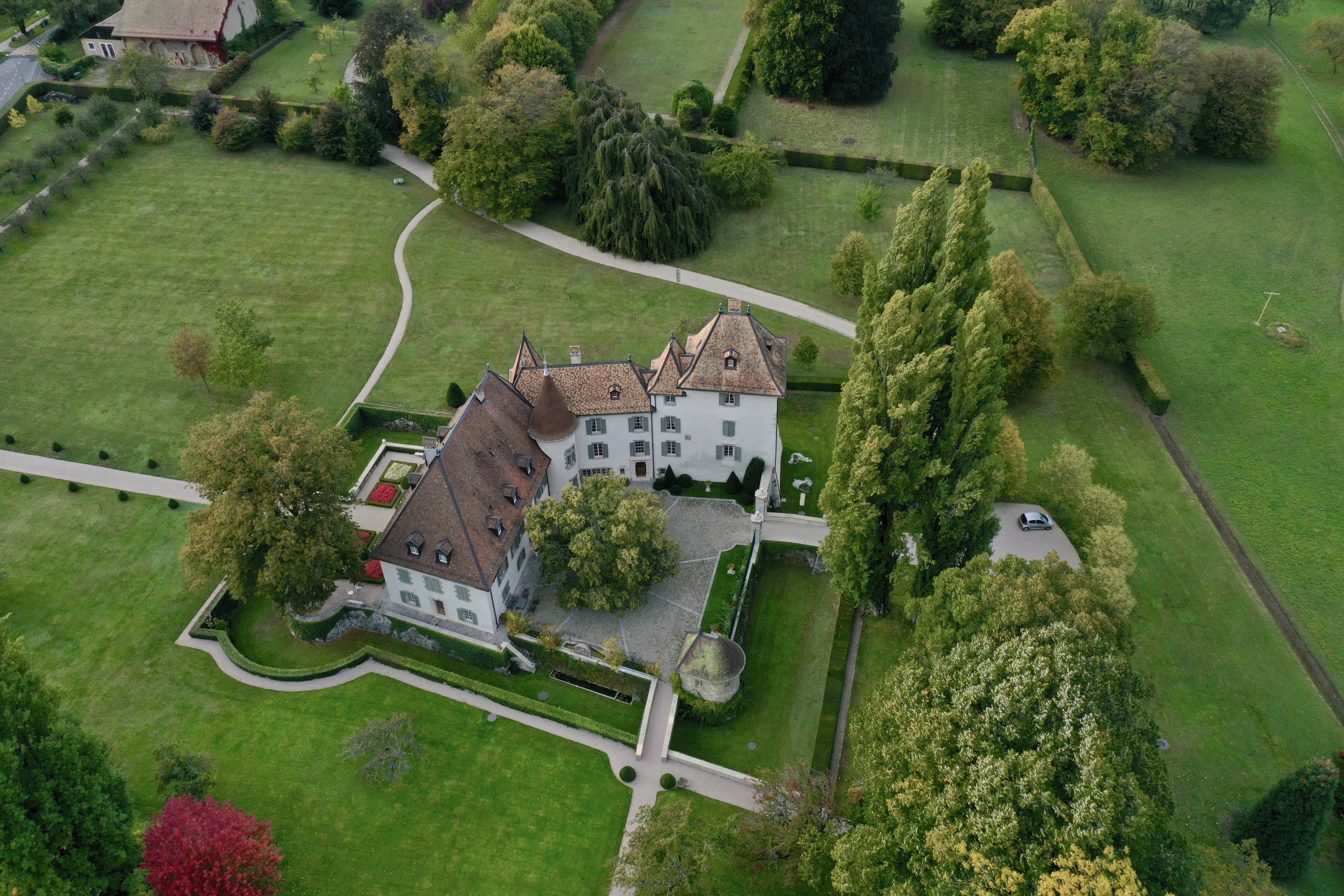
Le château vu du ciel.